# 고수초등학교
고수초등학교는 대한민국 전북특별자치도 고창군 고수면 황산리에 있는 공립 초등학교이다.

## 학교 연혁
- 1933년 11월 1일 설립인가
- 1934년 6월 1일 고수공립보통학교(4년제) 개교
- 1938년 4월 1일 고수공립심상소학교로 개칭[1]
- 1939년 4월 1일 6년제 승격
- 1941년 4월 1일 고수공립국민학교로 개칭[2]
- 1951년 6월 1일 고수국민학교로 개칭
- 1955년 5월 2일 조산분교장 개교
- 1981년 3월 1일 병설유치원 개원
- 1992년 3월 1일 조산분교장 통폐합
- 1996년 3월 1일 고수초등학교로 개칭[3]
- 1997년 3월 1일 고수남초등학교 본교로 통폐합
- 2000년 3월 1일 예지초등학교 본교로 통폐합
- 2016년 3월 1일 제29대 고광욱 교장 부임
- 2017년 2월 8일 제78회 졸업(총 졸업생 6,061명)
- 2017년 3월 2일 일반학급 6학급, 특수학급 1학급, 병설유치원 1학급 편성 운영

## 참고 자료
- 고수초등학교 - 한국교육학술정보원 학교알리미